# Halvdan Frodesson
Halvdan Frodesson (nórdico antiguo: Halfdan; inglés antiguo: Healfdene; Latín medieval: Haldānus) (apodado el Alto, n. 503) fue un legendario rey vikingo de Selandia, Dinamarca (y según algunas fuentes también de Suecia) de la dinastía Skjöldung, en la Era de Vendel (siglo VI). Era hijo del rey Frodi el Valiente según citas contemporáneas, principalmente las que le mencionan como padre de dos reyes que se sucedieron llamados Hroðgar y Halga en el poema épico Beowulf (como Healfdene) y Hróar y Helgi en otras fuentes escandinavas como la saga Ynglinga, Chronicon Lethrense, Gesta Danorum de Saxo Grammaticus (Haldanus en el Libro 2), Hrólfs saga kraka (Hálfdan) y saga Skjöldunga (Halfdanus).

## Etimología
Su nombre procede del protonórdico: *Halbadaniz, que significa "medio danés" (o danés de una rama de la familia).